# Yutaka Yamagishi

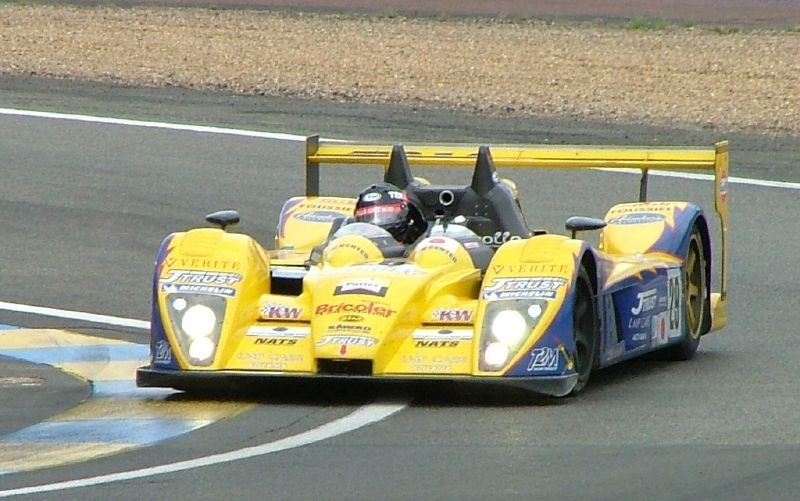
Der Dome S101.5 von Robin Longechal, Yōjirō Terada und Yutaka Yamagishi beim 24-Stunden-Rennen von Le Mans 2007

Yutaka Yamagishi (jap. 山岸 大, Yamagishi Yutaka; * 22. Juni 1967 in Nagano, Präfektur Nagano) ist ein ehemaliger japanischer Autorennfahrer.

## Karriere
Yutaka Yamagishi war über mehr als 1½-Jahrzehnte in der japanischen Super GT aktiv. Dazu kamen Einsätze bei Sportwagenrennen in seinem Heimatland. Aktuell fährt er in der European Le Mans Series. Fünfmal war er beim 24-Stunden-Rennen von Le Mans am Start. Eine Zielankunft blieb im bei den ersten vier Einsätzen versagt. Bei allen vier Starts fiel er vorzeitig aus. Wobei er 2009 nur eine Runde zurücklegen konnte; dann musste der Lamborghini Murciélago R-GT mit einem Motorschaden abgestellt werden. 2016 ging er zum fünften Mal ins Rennen und erreichte den 37. Endrang.

## Statistik

### Le-Mans-Ergebnisse
| Jahr | Team               | Fahrzeug                    | Teamkollege           | Teamkollege          | Platzierung | Ausfallgrund     |
| ---- | ------------------ | --------------------------- | --------------------- | -------------------- | ----------- | ---------------- |
| 2005 | T2M Motorsports    | Porsche 911 GT3 RS          | Xavier Pompidou       | Jean-Luc Blanchemain | Ausfall     | Unfall           |
| 2006 | T2M Motorsports    | Porsche 911 GT3 RS          | Jean-René de Fournoux | Miroslav Konôpka     | Ausfall     | kein Benzindruck |
| 2007 | T2M Motorsport     | Dome S101.5                 | Robin Longechal       | Yōjirō Terada        | Ausfall     | Motor überhitzt  |
| 2009 | JLOC               | Lamborghini Murciélago R-GT | Marco Apicella        | Atsushi Yogō         | Ausfall     | Motorschaden     |
| 2016 | Larbre Compétition | Chevrolet Corvette C7.R     | Pierre Ragues         | Jean-Philippe Belloc | Rang 37     |                  |

### Einzelergebnisse in der FIA-Langstrecken-Weltmeisterschaft
| Saison | Team               | Rennwagen               | 1   | 2   | 3   | 4   | 5   | 6   | 7   | 8   | 9   |
| ------ | ------------------ | ----------------------- | --- | --- | --- | --- | --- | --- | --- | --- | --- |
| 2016   | Larbre Compétition | Chevrolet Corvette C7.R | SIL | SPA | LEM | NÜR | MEX | AUS | FUJ | SHA | BAH |
| 2016   | Larbre Compétition | Chevrolet Corvette C7.R | 24  | 21  | 37  | 26  | DNF |     | 30  |     |     |